# Mottereau
Mottereau település Franciaországban, Eure-et-Loir megyében. Lakosainak száma 152 fő (2022. január 1.). Mottereau Montigny-le-Chartif, Vieuvicq és Yèvres községekkel határos.

## Népesség
A település népességének változása:
| Lakosok száma | 161  | 118  | 140  | 166  | 163  | 168  | 166  | 159  | 154  | 152  |
|               | 1968 | 1982 | 1990 | 2006 | 2013 | 2015 | 2017 | 2019 | 2020 | 2022 |